# Öndvegissúlur

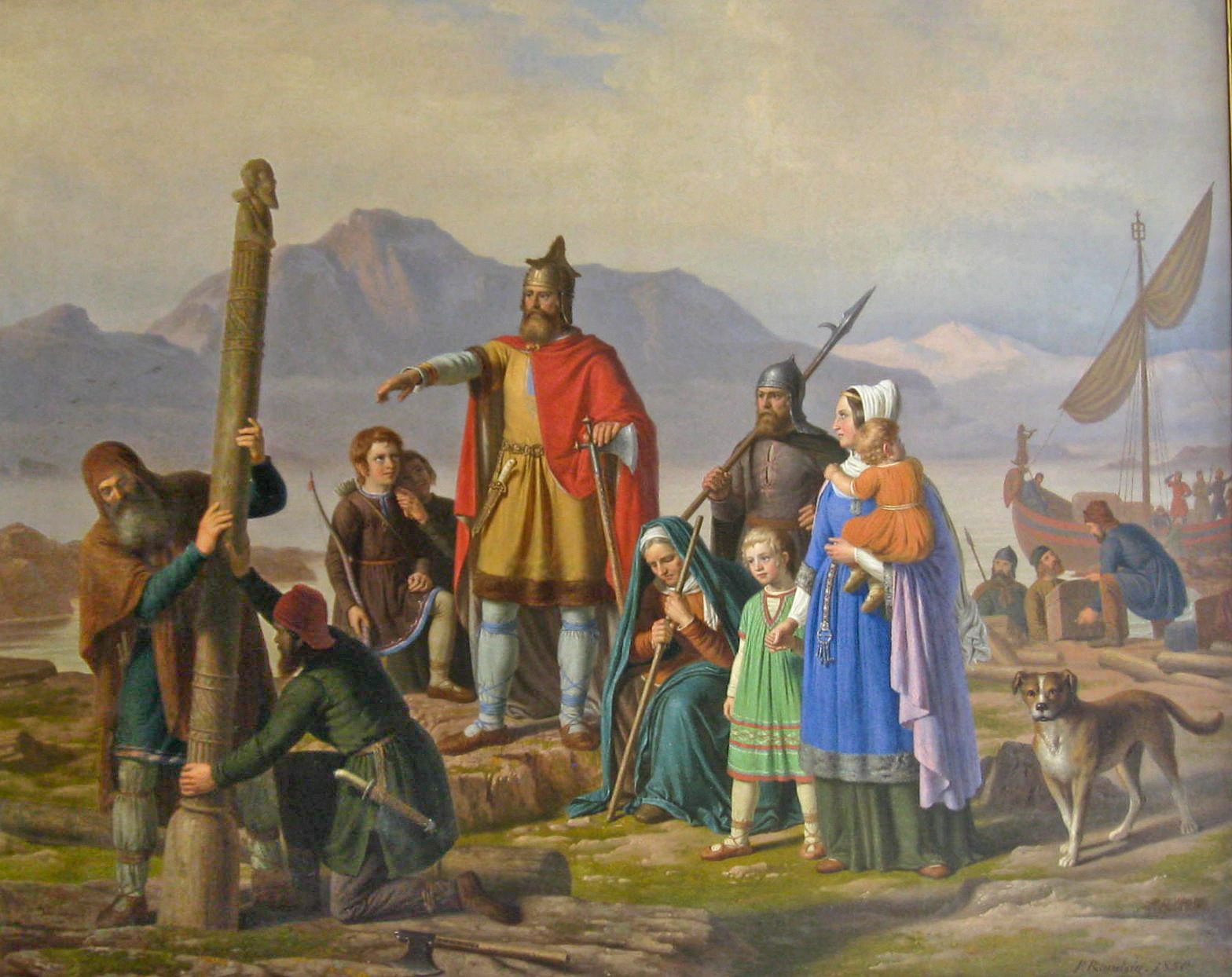
Ingólfur tomando posesión de Islandia, óleo de Johan Peter Raadsig (1850), en el que se representa el mito fundacional de Islandia, con la fundación de Reikiavik por Ingólfur Arnarson en el lugar donde habían encallado sus öndvegissúlur.

Las öndvegissúlur (fem. pl., del nórdico antiguo ǫndvegissúlur; «los pilares para el sitial») eran un par de postes de madera que se emplazaban a los flancos de un hásæti (el «asiento de honor» de un caudillo vikingo). A menudo resaltaban imágenes religiosas talladas de dioses Æsir y podían tener referencias al Yggdrasil, el árbol que sustenta los nueve mundos en la mitología nórdica.
Cuando los primeros colonos vikingos llegaron a Islandia, ponían su confianza en sus öndvegissúlur que lanzaban al mar cuando veían en el horizonte la costa. Y en la orilla donde llegaban los postes era donde se asentaban. La capital de Islandia, Reikiavik, se fundó con este método.
En la construcción de öndvegissúlur se utilizaban elementos de hierro como reginnaglar («clavijas sagradas»).

## Sagas
La saga Eyrbyggja (o Historia de los Habitantes de Eyrr) relata la historia de Þórólfur Mostrarskegg que construyó un templo tras llegar a Islandia:
«Se establecieron asentamientos para su clan y construyeron una granja grande en la cala, Hofsvog, que él llamó Hofstadir. Allí construyó un templo, y era un edificio bastante grande, con una puerta en la pared lateral cerca del hastial. Los altos pilares se colocaron en el interior, y las uñas, que fueron llamados clavos santos, fueron puestos en ellos.»
La saga de Reykdæla ok Víga-Skútu menciona al colono Náttfari y el uso de sus postes (aquí detallado como «marcado por la madera») que sirvieron para localizar y fundar un asentamiento:
«Náttfari siguió el camino de Garðar, había adquirido Reykjadalur marcado por la madera en toda su extensión; cuando Eyvind lo encontró, él dio a elegir, o tener Náttfaravík, o nada en absoluto. Náttfari fue allí.»
La saga de Laxdœla cita la única mención de öndvegissúlur lanzados por una mujer Aud la Sabia, un ejemplo de ringkvinna (cabeza de familia de un clan familiar), y que llegaron hasta Hvammr donde fundó su hacienda.
El Landnámabók (o Libro del Asentamiento) habla de Ingólfur Arnarson, el primer colono de Islandia, que tras pasar un invierno en un lugar que llamó Ingólfshöfði, lanzó sus öndvegissúlur al agua y siguió su curso hacia al oeste. El mismo libro menciona a Ketil Thorkelsson que se asentó en Hof, entre el río Þjórsá y la «marca flotante» (haciendo referencia a sus Ǫndvegissúlur).